# Арбаиген
Арбаиген (каз. Арбаиген, до 2020 г. — Арбигень) — село в Щербактинском районе Павлодарской области Казахстана. Входит в состав Галкинского сельского округа. Код КАТО — 556837200.

## Население
В 1999 году численность населения села составляла 450 человек (225 мужчин и 225 женщин). По данным переписи 2009 года, в селе проживало 390 человек (185 мужчин и 205 женщин).